# Résolution 304 du Conseil de sécurité des Nations unies
Membres permanents
- Chine
- États-Unis
- France
- Royaume-Uni
- URSS

Membres non permanents
- Argentine
- Burundi
- Belgique
- Italie
- Japon
- Nicaragua
- Pologne
- Sierra Leone
- Somalie
- Syrie

Résolution no 303 Résolution no 305
La résolution du Conseil de sécurité 304 de l’Organisation des Nations unies , est adoptée à l'unanimité lors de la 1 609e séance du Conseil de sécurité des Nations unies le 8 décembre 1971 après l'examen de la demande d'adhésion des Émirats arabes unis aux Nations unies. Cette résolution émise à l'Assemblée générale rapporte un avis favorable à l'adhésion des Émirats arabes unis comme nouveau membre.

## Contexte historique
Au début des années 1960, un premier gisement de pétrole est découvert à Abou Dabi, ce qui permet le développement rapide de l’émirat, sous la conduite du cheikh Zayed ben Sultan Al Nahyane, qui fait construire des écoles, des hôpitaux, des logements et des routes. Dubaï est également gagné par cet élan de développement économique, aidé par les recettes des exportations pétrolières. 
Les différents émirats commencent à se rapprocher et à reprendre le contrôle des mains des Anglais, notamment en formant un conseil qui leur permet de décider eux-mêmes des enjeux politiques les concernant. À la tête de ce conseil se trouve Adi Bitar, le conseiller du cheikh Rashid ben Saeed Al Maktoum. Enfin, en 1968, les Britanniques annoncent leur intention de se retirer de la région et de mettre fin aux États de la Trêve. Les sept émirats, ainsi que Bahreïn et le Qatar, tentent de former une union, mais ne parvenant pas à se mettre d’accord. Bahreïn et le Qatar déclarent leur indépendance respectivement en août et en septembre 1971. Les sept membres des États de la Trêve deviennent eux indépendants le 1er décembre 1971.
Le 2 décembre 1971, six des sept émirats restant accèdent à l'indépendance en formant aussitôt une fédération qui prend le nom d'Émirats arabes unis. Ils seront rejoints en 1972 par le septième émirat, celui de Ras el Khaïmah.
À la suite de cette résolution ce pays est admis à l'ONU le 9 décembre 1971 ,,.

## Texte
- Résolution 304 sur fr.wikisource.org
- Résolution 304 sur en.wikisource.org